# Lai Siu Chiu
Lai Siu Chiu (Malacca, 1948) é uma juíza e advogada singapurense. Lai foi a primeira mulher a exercer o cargo de comissária judiciária em Singapura e a primeira mulher a trabalhar na corte suprema de Singapura.

## Biografia

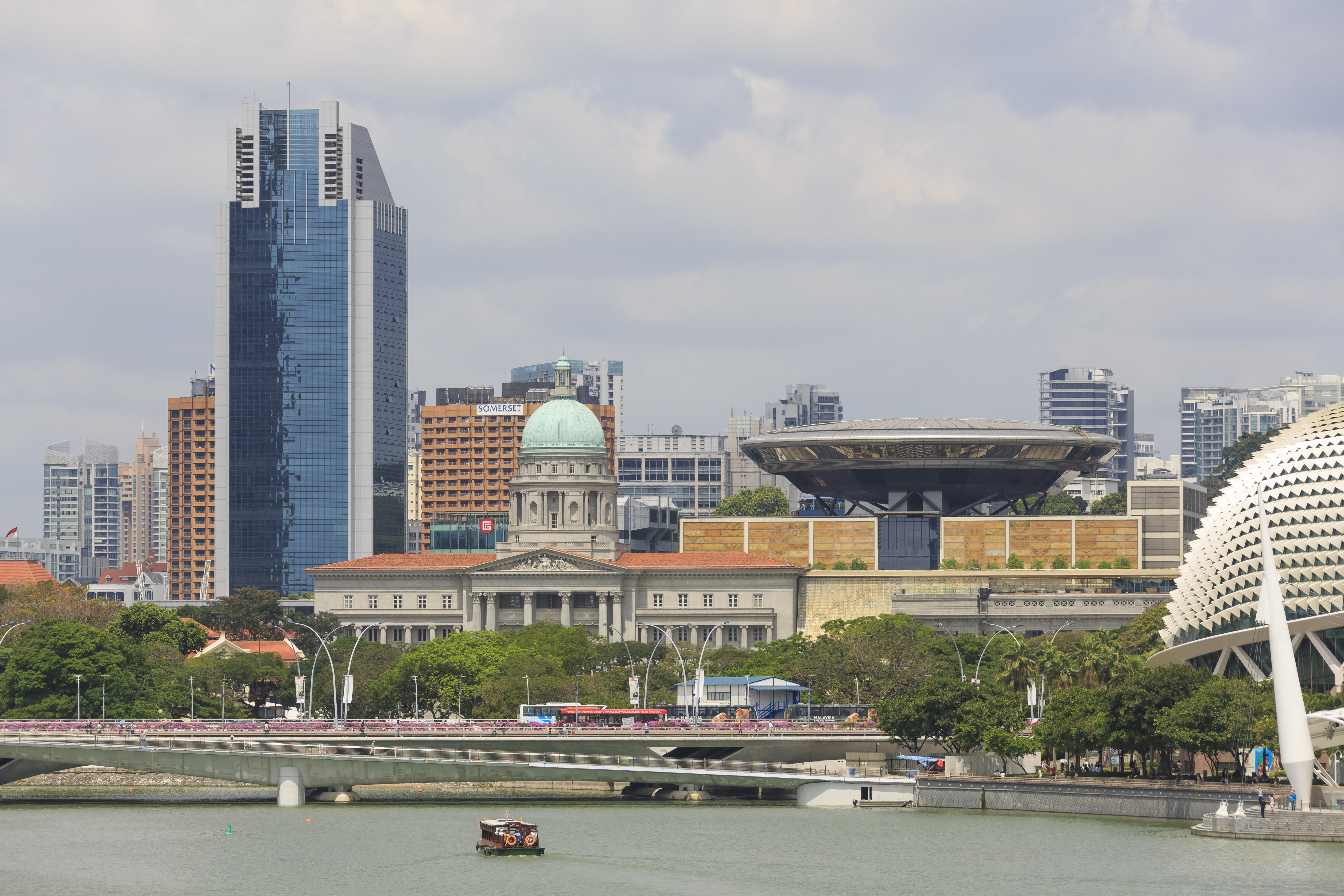
Corte Suprema de Singapura

Nascida em Malacca, estudou o ensino médio na Malacca High School. Inicialmente, prospectava cursar jornalismo na faculdade, mas decidiu cursar direito. Em 1972, Lais graduou-se na Universidade Nacional de Singapura e obteve o mestrado na Universidade de Londres, no ano de 1977. Em 1973, fez o bar exam, prova semelhante e equivalente à OAB. Começou a exercer o ofício de advogada logo após os resultados do bar exam, conhecida por ser uma das poucas mulheres a tomar causas judiciais na época. Segundo Lai, gostava de atuar na área de litigação e de juizado. O seu primeiro escritório em que exerceu o ofício foi M/s Sim Teow Gok & Co, em Singapura. Logo depois, trabalhou na corporação Allen & Gledhill como parceira sênior. Em 1991, tornou-se oficialmente juíza de Singapura e deixou a corporação.
Em 2 de maio de 1991, tornou-se a primeira mulher a trabalhar como comissária judicial. Em 30 de abril de 1994, tornou-se a primeira juíza a trabalhar na corte suprema de Singapura. Na década de 1980, tornou-se a primeira vice-presidente da associação de caridade Children's Charities Association e depois tornou-se presidente. Entre 2006 e 2013, foi presidente da Associação e da Membership and Social Committee of the Singapore Academy of Law (Associação e Comissão Social da Academia de Direito de Singapura, em tradução livre). Lai esteve envolvida na organização Yellow Ribbon Fund, que busca a reabilitação social de ex-infratores. Em um evento para a Yellow Ribon Fund, arrecadou cerca de US$ 335.000 dólares.
Acerca do seu comportamento em relação aos casos judiciais, Lai disse que "eu vivo pelo princípio de que faço uma tarefa bem ou mal. Desde jovem, tenho sido autodisciplinada, especialmente nos meus estudos. Eu sabia que tinha que me familiarizar com algum caso antes mesmo de entrar no tribunal. Caso contrário, minha consciência não me traria nenhum momento de paz".
Em 30 de outubro de 2013, deixou o Supremo Tribunal de Singapura. Em 2015, retornou ao Supremo Tribunal de Singapura, quando foi nomeada para trabalha como juiz sênior do tribunal. Era, portanto, a única mulher para tal candidatura. Em 2016, Lai foi introduzida no Hall da Fama de Mulheres de Singapura.